# Shot (rappeur)
Shot de son vrai nom, Evgueni Iourievitch Ilnitsky,, (en russe : Евгений Юрьевич Ильницкий), né le 1er décembre 1989 à Petropavl (RSS kazakhe), et mort le 21 septembre 2017 dans la même ville, est un rappeur russo-kazakhe,.
Le 21 septembre 2017, Ilnitsky est mort d'un coma diabétique à l'âge de 27 ans.

## Biographie
Evgeny est né le 1er décembre 1989 et a vécu jusqu'à ses derniers jours au Kazakhstan, dans la ville de Petropavl,,.
Il a été élevé dès l'enfance par ses grands-parents, son père était décédé alors qu'Eugène n'avait même pas un an que le destin a séparé Evgeny de sa mère et de son frère aîné, mais ils se sont vus et ont communiqué de temps en temps, entretenant des relations chaleureuses entre eux. Dès son plus jeune âge, Evgeny s'est intéressé à la créativité et a écrit ses premiers poèmes, s'est intéressé à différents genres musicaux. À l’âge de 13 ans, j’ai réalisé que le rap était un moyen accessible et approprié de transmettre des pensées importantes aux gens dans mes chansons. Le premier morceau sur le thème de la protestation contre la drogue a été interprété lors d'un événement scolaire. ''J'ai commencé à travailler à fond en 2005, mais ce n'est qu'en 2008 qu'il est devenu possible de télécharger des pistes sur Internet''. Evgeny a pu toucher le cœur des auditeurs, après avoir rassemblé un large public de connaisseurs de chansons émouvantes et pleines de sens. Il enregistrait non seulement les paroles des morceaux, mais créait aussi souvent de la musique de et vers, en commençant par le moins, en terminant par le mixage des morceaux de manière indépendante, sans l'aide de studios, à la maison.
La trackographie comprend environ 700 œuvres solo et collaboratives, des dizaines d'albums et plusieurs vidéoclips.
En plus de sa carrière musicale, Evgeny a fait des études secondaires et a obtenu un diplôme universitaire en communication. Mais l’activité principale de son chemin de vie reste la musique, qui occupe la quasi-totalité de son temps. Il a effectué à plusieurs reprises une tournée de concerts en Russie, en Ukraine et en Biélorussie. En 2015, la santé physique d'Evengy a commencé à se détériorer.
Le 21 septembre 2017, Evgeny est décédé d'un coma diabétique. Il avait 27 ans.,,

## Discographie
- 20 Квадрат - Кропал EP Vol.1 (Fuck Records) (2008)
- 20 Квадрат - Кропал EP Vol.2 (Fuck Records) (2008)
- 20 Квадрат - Реминисценция (2008)
- Мортуарий (Shot & Тихий) - Том I - Шаг в пустоту (2008)
- Shot - Кто, Если Не Мы EP (Fuck Records) (2008)
- Shot - Хроника (2009), (Неизданное)
- Shot - Вне Конкуренции EP (Fuck Rec.) (2009)
- Shot - Underground The Mixtape (2009)
- Shot - Reincarnation The Mixtape (2010)
- Shot - Не Надо Слов (2011)
- T1One & Shot - Час Пик (2011)
- T1One & Shot - Небо Под Ногами (The Mixtape) (2011)
- T1One & Shot - Бесконечность (2011)
- Shot - Лирика (Часть Первая) (2011)
- Shot - Лирика (Часть Вторая) (2011)
- Shot - Лирика (Часть Третья) (2012)
- S.H.O.T. (2012)
- Гоша Матарадзе и Shot-Лучше уважай (2012)
- Shot - Под Номером 13 (2014)
- Shot - The Moon (ЕР) (2014)